# Fußball-Bezirksklasse Schleswig-Holstein 1939/40
Die Fußball-Bezirksklasse Schleswig-Holstein 1939/40 war die siebte Serie der Fußball-Bezirksklasse Schleswig-Holstein im Sportgau Nordmark. Sie diente als eine von drei zweitklassigen Bezirksklassen als Unterbau der Gauliga Nordmark. Alle Staffelmeister dieser drei Unterbau-Spielklassen qualifizierten sich für eine spätere Aufstiegsrunde, in welcher zwei Aufsteiger zur Gauliga Nordmark ausgespielt wurden. Weiterhin wurde die Spielzeit mittels dreier Staffeln ausgetragen, in dieser Saison wiederum reduziert, mit jeweils 7 Vereinen. Namentlich gekennzeichnet als Staffel Nord, Staffel West und Staffel Ost. Generelle Besonderheit war weiterhin der bewusste Tausch Kieler Vereine zwischen den Staffeln, um anfallende Reisekosten ausgewogen zu gestalten. Unbedingt erwähnenswert ist die nötige frostwetterbedingte Verlängerung der Saison bis in den August hinein, weil zum Jahresbeginn über lange neun Wochen kein Punktspielbetrieb möglich war. Da aber wegen einer Stichtags-Regel bis Mitte Juni 1940, drei Teilnehmer am AR-Play-off, weit vor Meisterschafts-Abschluss zu melden waren, kam es zum Kuriosum, dass zwei von drei später gekürten Staffel-Meistern des Bezirks Schleswig-Holstein, nicht am Ausspielen der Play-off-Runde beteiligt werden konnten. Ohne den Staffelsieg in der Staffel West errungen zu haben, stieg die SpVgg Fortuna Glückstadt als einziger Bezirks-Vertreter, über eine mit fünf Vereinen ausgetragene und dann erfolgreich absolvierte einfache Runde, in die Gauliga Nordmark auf. Absteiger aus der Spielklasse waren aufgrund der schon kriegsbedingten Situation, nicht vorgesehen. Der VfL Oldesloe zog seine Mannschaft im April vom Spielbetrieb in der Staffel Ost zurück, sodass alle bis dahin erzielten Resultate mit Beteiligung des Vereins, für unwirksam erklärt wurden. Somit fand eine organisatorisch überaus komplizierte und extrem fordernde Saison, noch ihr gutes Ende.

## Geschichte
Die Saison 1939/40 war erneut von Umstrukturierungen betroffen. Erstmals wurde die Spielklassen-Austragung im Bezirk mittels dreier Staffeln bestritten, weiterhin als bewährtes Rundenturnier mit Hin-und-Rückspiel. Um Reise- und sonstige Organisationskosten für die Vereine in erträglichem Maße zu halten, wurde eine Staffel-Dreiteilung zu je sieben Vereinen vorgenommen und praktiziert. Wiederum waren aus dem Bezirk Lübeck drei Vereine in die BK Schleswig-Holstein integriert. Die Spielzeit begann kriegsbedingt spät, am 3. Dezember 1939. Das letzte Nachhole-Spiel kam sogar, sehr ungewöhnlich, erst zeitgleich am 1. Spieltag der neuen Saison, am 1. September 1940 zur Austragung. Ausschlaggebend dafür war, dass eine durch ungemein schneereiches und strenges Frostwetter bedingte Komplett-Spielpause in der gesamten Region vom 7. Januar bis zum 10. März 1940 über volle neun Wochen andauernd, verordnet werden musste. Um den sich daraus ergebenden Termin-Problemen entgegenzuwirken, wurden Spiele der parallel ausgetragenen Regional-Stadtmeisterschaften, sowie auch einige Tschammerpokal-Spiele mit in die jeweiligen Staffel-Meisterschaften übernommen, deren Abschluss ansonsten nicht wie gewohnt termingerecht hätte gewährleistet werden können. Gekennzeichnet war die Spielzeit von einem einseitigen, früh entschiedenen Meister-Kampf in der Staffel Nord, den der VfB Kiel 1910 unangefochten für sich entscheiden konnte. In beiden anderen Staffeln, West und Ost, entlud sich die Spannung erst sehr spät. Im Westen triumphierte der KFV Kilia Kiel, im Osten, der VfB Union-Teutonia Kiel. Für die dann schon ab 23. Juni 1940 anberaumte BK-Play-off-Runde der drei Staffel-Vertreter, deren beiden erstplatzierten Ränge zur Teilnahme an der sich anschließenden, überregionalen Aufstiegsrunde zur Gauliga Nordmark 1940/41 berechtigten, wurden aber für die Staffel West, die SpVgg Fortuna Glückstadt und für die Staffel Ost, der SC Friedrichsort 1890 offiziell-nominierend entsandt, weil zum „Stichtag“ 16. Juni 1940, beide Vereine ihre Staffeln tabellarisch anführten. Vom 23. Juni bis 7. Juli wurden dann in einer einfachen Runde beide AR-Vertreter der Klasse ausgespielt. Fortuna Glückstadt und der VfB Kiel setzten sich durch. Letzterer aber nur, weil der SC Friedrichsort disqualifiziert wurde. Die Glückstädter Fortunen buchten dann als einziger Vertreter Schleswig-Holsteins, durch einen 2. Platz in der Aufstiegsrunde ein Ticket für die nächstjährige Gauliga-Nordmark-Saison 1940/41. Aufgrund der zum Jahresende 1939 schon etablierten Kriegs-Situation und der daraus resultierenden und verordneten Spieler-Abstellungspflicht, wurde zuvor der Abstieg in allen drei Staffeln ausgesetzt, um etwaige sportliche Ungerechtigkeiten und Verzerrungen nicht wirksam werden zu lassen. Als Aufsteiger für die nächste BK-Saison qualifizierten sich über die Kreisklassen Schleswig-Holsteins, der Post SV Kiel, der ETSV Eintracht Kiel und der VfL Kellinghusen.

## Teilnehmer
Als Aufsteiger aus den Kreisklassen Schleswig-Holsteins, wurden in folgende Staffel neu integriert:
- SC Friedrichsort 1890 (Ost)
- LSV Holtenau (Ost)

Als Aufsteiger aus den Kreisklassen Lübeck-Mecklenburgs, wurde in folgende Staffel neu integriert:
- LSV Travemünde (Ost)

Aus dem Bezirk Lübeck-Mecklenburg waren in den Bezirk Schleswig-Holstein weiterhin delegiert und in folgende Staffel integriert:
- Lübecker SV Gut-Heil (Ost)
- VfL Oldesloe (Ost)

## Abschlusstabelle

### Staffel Nord
| Pl. | Verein             | Sp. | S  | U | N | Tore    | Quote | Punkte |
| --- | ------------------ | --- | -- | - | - | ------- | ----- | ------ |
| 1.  | VfB Kiel 1910 (M)  | 12  | 10 | 1 | 1 | 064:190 | 3,37  | 21:30  |
| 2.  | TSG 1875 Gaarden a | 12  | 6  | 3 | 3 | 039:350 | 1,11  | 15:90  |
| 3.  | SC Comet Kiel 1912 | 12  | 5  | 2 | 5 | 025:320 | 0,78  | 12:12  |
| 4.  | LSV Schleswig      | 12  | 5  | 1 | 6 | 032:350 | 0,91  | 11:13  |
| 5.  | Husumer FV 1918    | 12  | 4  | 3 | 5 | 030:350 | 0,86  | 11:13  |
| 6.  | 1. SV Schleswig 06 | 12  | 4  | 3 | 5 | 023:270 | 0,85  | 11:13  |
| 7.  | Flensburger SV 08  | 12  | 0  | 3 | 9 | 021:510 | 0,41  | 03:21  |

| Legende |                                                               |
|         | Qualifikation für Aufstiegsrunde zur Gauliga Nordmark 1940/41 |
| (M)     | Titelverteidiger                                              |

### Staffel West
| Pl. | Verein                   | Sp. | S | U | N  | Tore    | Quote | Punkte |
| --- | ------------------------ | --- | - | - | -- | ------- | ----- | ------ |
| 1.  | KFV Kilia Kiel           | 12  | 8 | 3 | 1  | 035:160 | 2,19  | 19:50  |
| 2.  | SpVgg Fortuna Glückstadt | 12  | 9 | 1 | 2  | 034:220 | 1,55  | 19:50  |
| 3.  | Ellerbeker SV            | 12  | 7 | 2 | 3  | 029:200 | 1,45  | 16:80  |
| 4.  | FV Borussia 03 Gaarden   | 12  | 7 | 1 | 4  | 048:250 | 1,92  | 15:90  |
| 5.  | Preußen 09 Itzehoe       | 12  | 4 | 0 | 8  | 011:260 | 0,42  | 08:16  |
| 6.  | VfR Neumünster 1910      | 12  | 3 | 1 | 8  | 025:410 | 0,61  | 07:17  |
| 7.  | SC Olympia 09 Neumünster | 12  | 0 | 0 | 12 | 006:380 | 0,16  | 0:24   |

| Legende |                                                               |
|         | Qualifikation für Aufstiegsrunde zur Gauliga Nordmark 1940/41 |

### Staffel Ost
| Pl. | Verein                      | Sp. | S | U | N | Tore    | Quote | Punkte |
| --- | --------------------------- | --- | - | - | - | ------- | ----- | ------ |
| 1.  | VfB Union-Teutonia Kiel     | 10  | 7 | 1 | 2 | 028:170 | 1,65  | 15:50  |
| 2.  | SC Friedrichsort 1890 (N)   | 10  | 7 | 0 | 3 | 036:210 | 1,71  | 14:60  |
| 3.  | LSV Travemünde (N) a        | 10  | 6 | 1 | 3 | 028:270 | 1,04  | 13:70  |
| 4.  | Lübecker SV Gut-Heil a      | 10  | 3 | 2 | 5 | 014:180 | 0,78  | 08:12  |
| 5.  | LSV Holtenau (N)            | 10  | 2 | 3 | 5 | 031:370 | 0,84  | 07:13  |
| 6.  | RSG / Gut-Heil Neumünster b | 10  | 1 | 1 | 8 | 017:340 | 0,50  | 03:17  |
| 7.  | VfL Oldesloe a / c          | 0   | 0 | 0 | 0 | 000:000 | 1,00  | 0:0    |

| Legende |                                                               |
|         | Qualifikation für Aufstiegsrunde zur Gauliga Nordmark 1940/41 |
|         | Zurück-Delegierung in den Spiel-Bezirk Lübeck-Mecklenburg     |
| (N)     | Aufsteiger aus den Kreisklassen                               |

### Play-off-Runde zur Teilnahme-Berechtigung an Gauliga-Aufstiegsrunde
Qualifikations-Stichtag: 16. Juni 1940 // Anschließend an folgenden Daten ausgetragen: 23.06., 30.06. und  07.07.1940 
|                    | Ergebnis |                    |
| ------------------ | -------- | ------------------ |
| Fortuna Glückstadt | 3:2      | SC Friedrichsort a |
| SC Friedrichsort a | 4:0      | VfB Kiel           |
| VfB Kiel           | 2:5      | Fortuna Glückstadt |